# 扶桑町立柏森小学校
扶桑町立柏森小学校（ふそうちょうりつ かしわもりしょうがっこう）は愛知県丹羽郡扶桑町大字柏森にある公立の小学校。

## 概要
校区は扶桑町南部（斎藤東、斎藤西、斎藤中、斎藤南、斎藤北、緑ヶ丘、高木東、高木西、柏森東1区、柏森東2区、柏森西、柏森南、柏森北、中島、花立、柏森レインボー）であり、扶桑町立扶桑中学校（高木西のみ扶桑町立扶桑北中学校）に進学する。

## 沿革
- 1872年（明治5年）11月 - 丹羽郡柏森村に柏森学校が開校。専修院[注釈 1]を仮校舎とする。
- 1873年（明治6年）11月 -
  - 柏森学校が郁文学校に改称する。柏森村、前野村[注釈 2]、余野村、山王村、石枕村の児童が通学する。
  - 丹羽郡和田勝佐村に和斉学校が開校。十王堂を仮校舎とする。和田勝佐村、斉藤村の児童が通学する。
- 1876年（明治9年）
  - 7月 - 斉藤村に斉藤学校が開校し、和斉学校から離脱。
  - 12月 - 江森村が種穂学校から柏森学校に移る。
- 1877年（明治10年）2月 - 前野村に前野学校が開校する。
- 1882年（明治15年）8月 - 江森村が柏森学校から高屋学校に移る。
- 1887年（明治20年）4月 - 斉藤学校を統合し、尋常小学柏森学校に改称する。柏森村、斉藤村、高木村の児童が通学する。
- 1889年（明治22年）10月1日 -
  - 町村制により柏森村が発足。
  - 斉藤村と高木村が合併し、豊国村 が発足。
- 1892年（明治25年）4月 - 尋常小学柏森学校が柏森尋常小学校（柏森村）と豊国尋常小学校（豊国村）に分立する。
- 1894年（明治27年）4月 - 柏森村、小口村、高雄村、山名村、豊国村、和勝村、旭村で組合を設立し、柏森高等小学校が開校。
- 1895年（明治28年）8月19日 - 小口村の一部（余野）が柏森村に編入される。
- 1906年（明治39年）10月1日 -
  - 柏森村の一部（余野）は、太田村、小口村、富成村と合併。大口村が発足。
  - 柏森村の一部（柏森）は、山名村、豊国村、高雄村の一部と合併。扶桑村が発足。
- 1907年（明治40年）
  - 1月 - 柏森高等小学校が扶桑村を校区とした扶桑高等小学校となる。
  - 3月 - 森尋常小学校と豊国尋常小学校を統合し、扶桑第一尋常小学校となる。
- 1908年（明治41年）4月 - 扶桑高等小学校を廃止。扶桑第一尋常小学校に高等科を設置し、扶桑第一尋常高等小学校に改称する。
- 1911年（明治44年）10月 - 扶桑尋常高等小学校に改称する。
- 1917年（大正6年）3月 - 校舎を新築する。
- 1926年（大正15年）5月 - 校舎を増築する。
- 1931年（昭和6年）4月 - 校舎を増築する。
- 1939年（昭和14年）7月 - 校舎を増築する。
- 1941年（昭和16年）4月1日 - 扶桑国民学校に改称する。
- 1947年（昭和22年）4月1日 - 扶桑村立扶桑小学校に改称する。
- 1952年（昭和27年）8月1日 - 町制を施行して扶桑町となる。同時に扶桑町立扶桑小学校に改称する。
- 1967年（昭和42年）3月 - 校舎（鉄筋コンクリート造3階建。現在の北館）を新築する。
- 1969年（昭和44年）12月 - 校舎（現在の北館）を増築する。
- 1974年（昭和49年）2月 - 校舎（鉄筋コンクリート造3階建。現在の本館）を新築する。
- 1977年（昭和52年）2月 - 校舎（現在の北館）を増築する。
- 1981年（昭和56年）3月 - 校舎（現在の本館）を増築する。
- 1983年（昭和58年）6月 - プール（中・高学年用）が完成する。
- 1984年（昭和59年）6月 - プール（低学年用）が完成する。
- 1988年（昭和63年）3月 - 体育館が完成する。
- 2005年（平成17年）4月 - 3学期制から2学期制に変更する。
- 2007年（平成19年）3月 - 南館（鉄筋コンクリート造2階建）が完成する。

## 交通アクセス
- 名鉄犬山線柏森駅下車、徒歩約20分。

## 周辺施設
- 扶桑町立扶桑中学校
- 誠信高等学校
- イオンモール扶桑
- 扶桑町役場
- 扶桑郵便局
- 扶桑町総合体育館